# Kumple na zabój
Kumple na zabój (ang. The Matador) – film komediowy z roku 2005 w reżyserii Richarda Sheparda.

## Obsada
- Pierce Brosnan – Julian Noble
- Greg Kinnear – Danny Wright
- Hope Davis – Bean Wright
- Philip Baker Hall – Pan Randy
- Adam Scott – Phil Garrison
- Antonio Zavala – Barman